# Secamone dilapidans
Secamone dilapidans är en oleanderväxtart som beskrevs av Francis Friedmann. Secamone dilapidans ingår i släktet Secamone och familjen oleanderväxter. Inga underarter finns listade i Catalogue of Life.